# Holcopasites apacheorum
Holcopasites apacheorum är en biart som beskrevs av Hurd och Linsley 1972. Holcopasites apacheorum ingår i släktet Holcopasites och familjen långtungebin. Inga underarter finns listade i Catalogue of Life.